# Хусейн Сіррі-паша
Хусейн Сіррі-паша (араб. حسين سري باشا; 1894—1960) — єгипетський державний і політичний діяч, тричі прем'єр-міністр Єгипту.

## Життєпис
Вперше обіймав посаду глави уряду у 1940 — 1942 роках після раптової смерті Хасана Сабрі-паші. Виступав за тісне співробітництво з Великою Британією, але не став вступати до війни з Німеччиною, на чому наполягали британці. Після перевороту аль-Гайлані в Іраку та британської інтервенції до тієї країни кабінет Сіррі-паші розгорнув репресії щодо анти-британських сил у Єгипті: з Каїру були вислані колишній прем'єр-міністр Алі Махір і лідери «братів-мусульман» на чолі з Хасаном аль-Банною; керівництво націоналістичної Національно-ісламської партії було заарештовано.
Однак під час студентської демонстрації в Каїрі, що відбулась 1 лютого 1942 року, єгипетський прем'єр висловив захоплення Ервіном Роммелем і виступив проти розриву дипломатичних відносин з колабораціоністським французьким режимом Віші. В результаті посол Великої Британії зажадав від короля Фарука I відставки прем'єр-міністра, який пішов на такий крок після того, як британські війська оточили його резиденцію.
1946 року був членом єгипетської делегації на перемовинах з Великою Британією щодо перегляду англо-єгипетського договору 1936 року.
У 1949 — 1950 роках знову обіймав посаду глави уряду, пішов у відставку після перемоги на парламентських виборах опозиційної партії Вафд. Його третій кабінет (1952), що не мав парламентської підтримки та спирався лише на короля Фарука, був усунутий за три дні до Липневої революції.